# Matthew Geary House
 (décembre 2022).
Si vous disposez d'ouvrages ou d'articles de référence ou si vous connaissez des sites web de qualité traitant du thème abordé ici, merci de compléter l'article en donnant les références utiles à sa vérifiabilité et en les liant à la section « Notes et références ».
La Matthew Geary House (« Maison Matthew Geary ») est une habitation en bois construite en 1846 sur l'île Mackinac dans le Michigan aux États-Unis. Gérée et mise en location par le parc d'État de Mackinac Island, elle est classée sur le Registre national des lieux historiques depuis 1971.
La construction, garnie de planches en bois peintes, possède deux étages. L'entrée est composée d'un portique en bois muni d'une balustrade et accessible par un escalier. Un portique plus petit est également présent sur une façade latérale. Sa fondation est légèrement surélevée par suite de la présence d'une couche rocheuse proche de la surface, ce qui est caractéristique des constructions sur l'île.